# Teatro elisabettiano

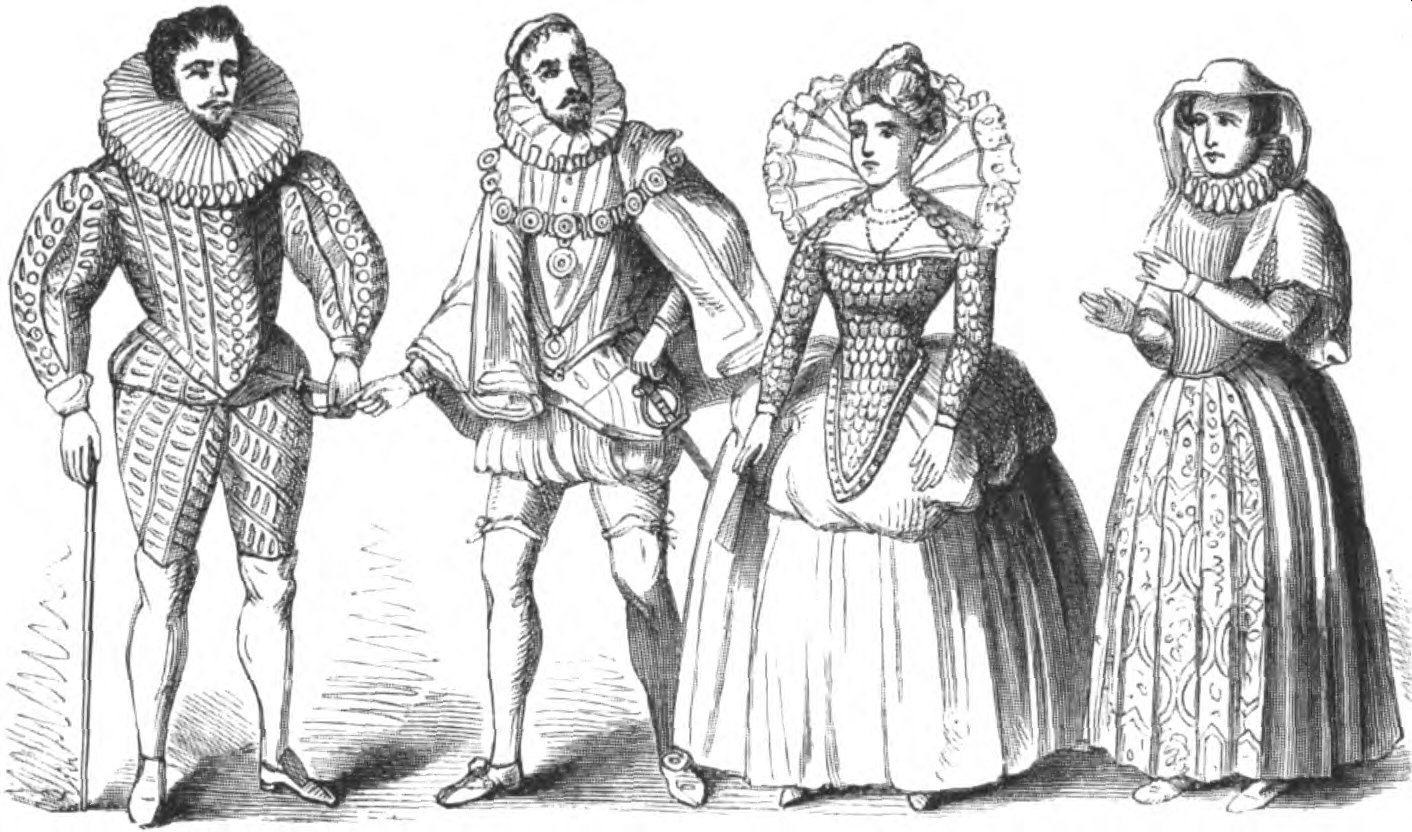
Attori teatrali dell'età elisabettiana

Il teatro elisabettiano è stato uno dei periodi artistici di maggiore splendore del teatro britannico, contrassegnato dalle opere di drammaturghi quali William Shakespeare, Christopher Marlowe e Ben Jonson.
Nella sua accezione più ristretta, esso coincide al regno di Elisabetta I d'Inghilterra, e dunque all'età elisabettiana (1558-1603); a volte però vi si include anche produzione teatrale sotto il regno di Giacomo I, ovvero l'età giacobita (1603-1625). Secondo un'accezione ancora più ampia, come teatro rinascimentale inglese esso andrebbe esteso all'intero fenomeno teatrale nel corso del Rinascimento inglese, dunque dalla riforma anglicana di Enrico VIII (anni 1530) fino al 1642, anno in cui il Parlamento, dominato dai puritani ostili a Carlo I, proibì le rappresentazioni teatrali poco prima dello scoppio della guerra civile.
Il teatro di tutto il periodo viene tradizionalmente associato a due grandi figure: la regina Elisabetta (1533-1603), da cui trae il nome, e il drammaturgo William Shakespeare (1564-1616), massimo esponente di questo periodo e uno dei maggiori autori teatrali in assoluto. Assieme agli aspetti economici della professione teatrale, il carattere del dramma mutò verso la fine del periodo: sotto Elisabetta il dramma era un'espressione unitaria al di là dalla classe sociale coinvolta: la corte assisteva alle stesse rappresentazioni che la gente comune vedeva nei teatri pubblici, mentre con lo sviluppo dei teatri privati il dramma divenne più orientato verso i gusti e valori di un pubblico di alto ceto. Con l'ultima parte del regno di Carlo I venivano scritti pochi nuovi drammi per il teatro pubblico, che si sosteneva sulle opere accumulate dei decenni precedenti.

## Contesto storico

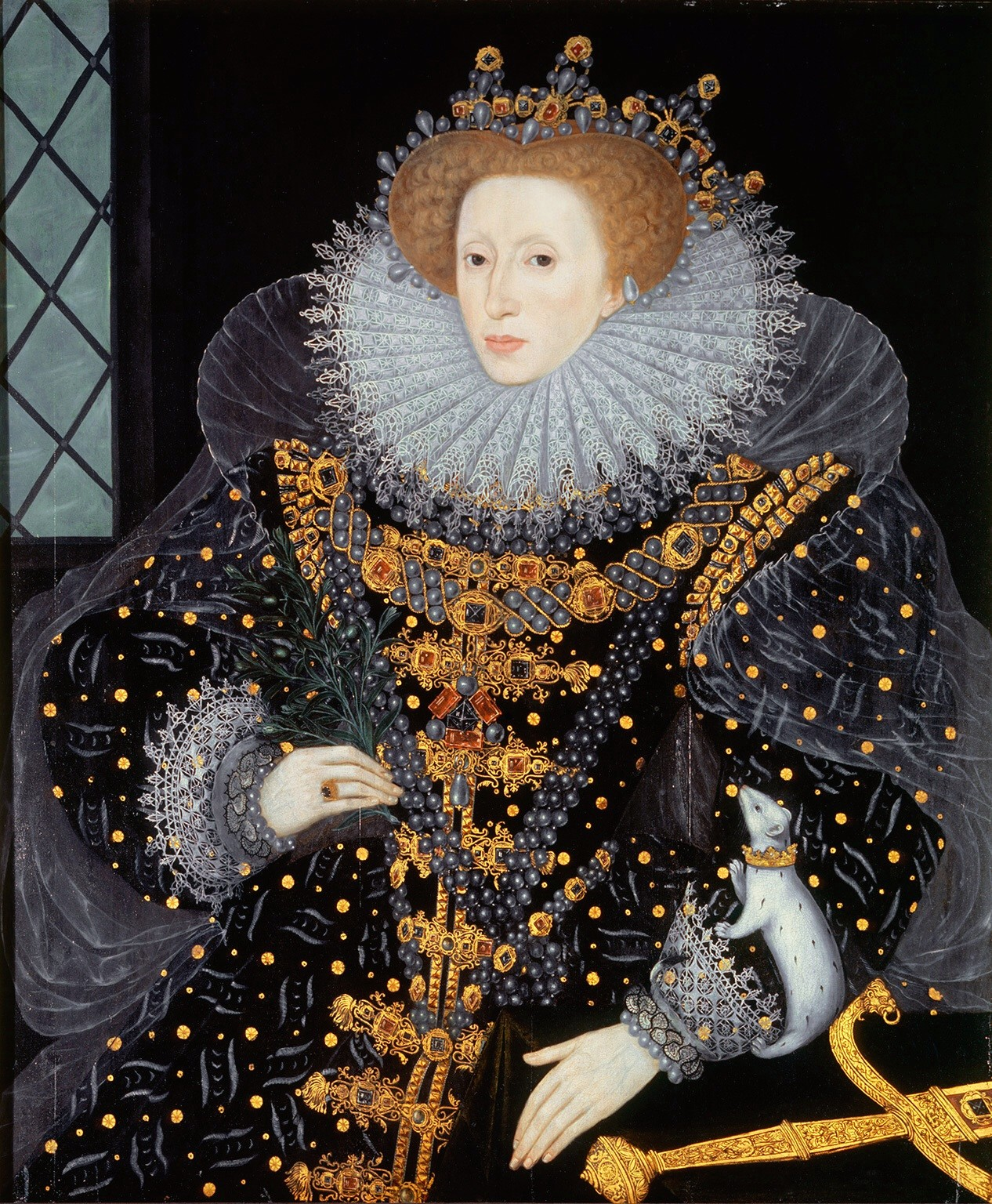
Elisabetta I d'Inghilterra (1533-1603)

Il periodo elisabettiano coincide cronologicamente solo in parte col rinascimento europeo e meno ancora con quello italiano, recando in sé forti accenti di manierismo e di barocco in quanto più tardivo.
Questo periodo storico fu idealizzato dalla storiografia vittoriana e del primo Novecento come una sorta di "età dell'oro". Gli studi storici più recenti tendono a ridimensionare questa visione idilliaca, sottolineando la povertà della stragrande maggioranza della popolazione, il sostegno allo schiavismo e le grandi tensioni interne al paese che sfoceranno, quarant'anni dopo la morte di Elisabetta, nella guerra civile inglese.
È tuttavia opinione generale degli storici che l'età elisabettiana consentì all'isola un periodo di relativa pace, un governo che utilizzò con parsimonia la tortura, una riduzione consistente delle persecuzioni religiose e un grado di libertà e prosperità di gran lunga superiore alle monarchie precedenti e immediatamente successive.
L'età elisabettiana segnò l'ingresso dell'Inghilterra nell'età moderna sotto la spinta delle innovazioni scientifico-tecnologiche come la rivoluzione copernicana e delle grandi esplorazioni geografiche (è l'inizio della colonizzazione inglese dell'America settentrionale). La tempesta di William Shakespeare, secondo una vecchia teoria, sarebbe ambientata in un'isola dei Caraibi, la cui popolazione (rappresentata simbolicamente dal "selvaggio" Caliban) è stata sottomessa dalle arti magiche di Prospero, cioè dalla tecnologia e dal progresso dei colonizzatori europei. Molto più ragionevolmente, le isole dei Caraibi fornirono da spunto per delineare alcune caratteristiche all'isola della stessa opera, nella fase di rifinitura della commedia.
L'ascesa al trono di Elisabetta I, dopo il tragico quinquennio di regno di Maria la cattolica, si caratterizzò per un consolidamento del protestantesimo e uno sviluppo deciso dei commerci e delle conquiste territoriali del regno. Il distacco dall'orbita del papato e del Sacro Romano Impero, con la sconfitta di Filippo II di Spagna e della sua Invencible Armada (1588), il maggior benessere economico dovuto all'espansione dei commerci oltre Atlantico, suggellarono il trionfo di Elisabetta e la nascita dell'Inghilterra moderna.
Una nuova classe mercantile acquistava potere e con i commerci aumentarono anche gli scambi culturali con l'estero. Si accrebbe l'interesse verso le humanae litterae e quindi verso l'Italia, dove gli intellettuali fuggiti da Costantinopoli (1453) avevano portato con sé gli antichi manoscritti dei grandi classici greci e latini facendo esplodere un interesse senza precedenti per l'antichità greco-romana e lo studio della lingua ebraica.
Nasceva allora in Italia l'umanesimo (a vocazione soprattutto filologica e archeologica), destinato a maturare nel XVI secolo nel rinascimento, con la creazione di un'arte e un'architettura moderna e un rinnovamento tecnologico su larga scala (si pensi soltanto a Leonardo da Vinci). Se in Italia il rinascimento si esaurì verso la metà del XVI secolo, nell'Europa settentrionale (dove arriva più tardi) esso perdurò fino ai primi decenni del XVII secolo.
Un fattore sociale che segnò la nuova realtà inglese, oltre alla crescente intraprendenza dei commercianti, fu l'aumento della popolazione.
Le differenze economiche tra i ceti ricchi e i meno abbienti durante la dinastia Tudor si approfondirono. La crescita demografica e l'emigrazione dalle campagne investirono Londra, che quadruplicò la sua popolazione in meno di un secolo. Nel 1600 la capitale contava circa 200.000 abitanti. Lo sviluppo del teatro inglese di quest'epoca ha il suo centro proprio a Londra, diffondendosi poi nella provincia.

## Origini

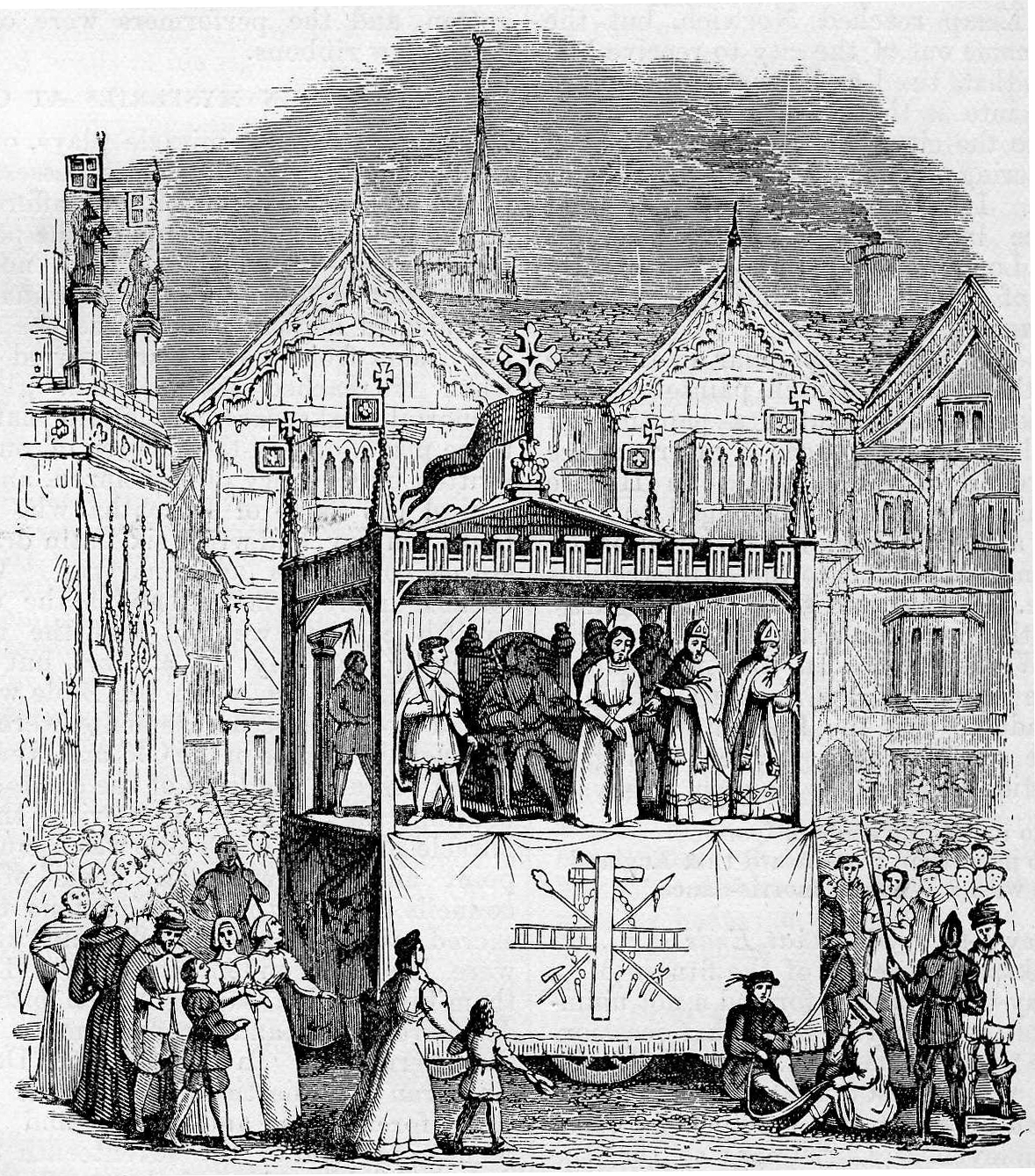
Rappresentazione di un mystery play a Chester

Nel periodo immediatamente precedente all'era del teatro elisabettiano, erano molto diffuse le rappresentazioni sacre, i Corpus Christie plays e i Miracle plays, interrotti solo dal re scismatico Enrico VIII (1548), e definitivamente messi al bando sotto Elisabetta. Vennero rappresentati in oltre centoventicinque città britanniche e per alcune loro caratteristiche, come il passaggio improvviso dal serio al comico e viceversa, la narrazione per episodi priva della classica strutturazione dei cinque atti tradizionali, anticiparono il teatro elisabettiano. Quest'ultimo fu maggiormente influenzato, invece dalle Moralities, testi allegorici con fini educativi che seppur legati alla sfera sacra, introdussero il gusto della visualizzazione di concetti astratti, ottenuta grazie a figure simboliche, ovverosia personaggi che rappresentano idee o atteggiamenti.
Inoltre un altro filone teatrale, questa volta laico, precedette quello elisabettiano: gli Interludes ("interludi"), che ebbero l'apice del loro successo dalla metà del Quattrocento fino alla seconda metà del Cinquecento, il cui protagonista era solitamente il monarca, l'ambientazione era Londra, la trama insisteva sull'enfatizzazione della felicità terrena. Fondamentale fu la nascita dei cosiddetti minidrammi, influenzati dalle opere latine e classiche che inventeranno il metro del teatro in versi che caratterizzerà la produzione successiva.

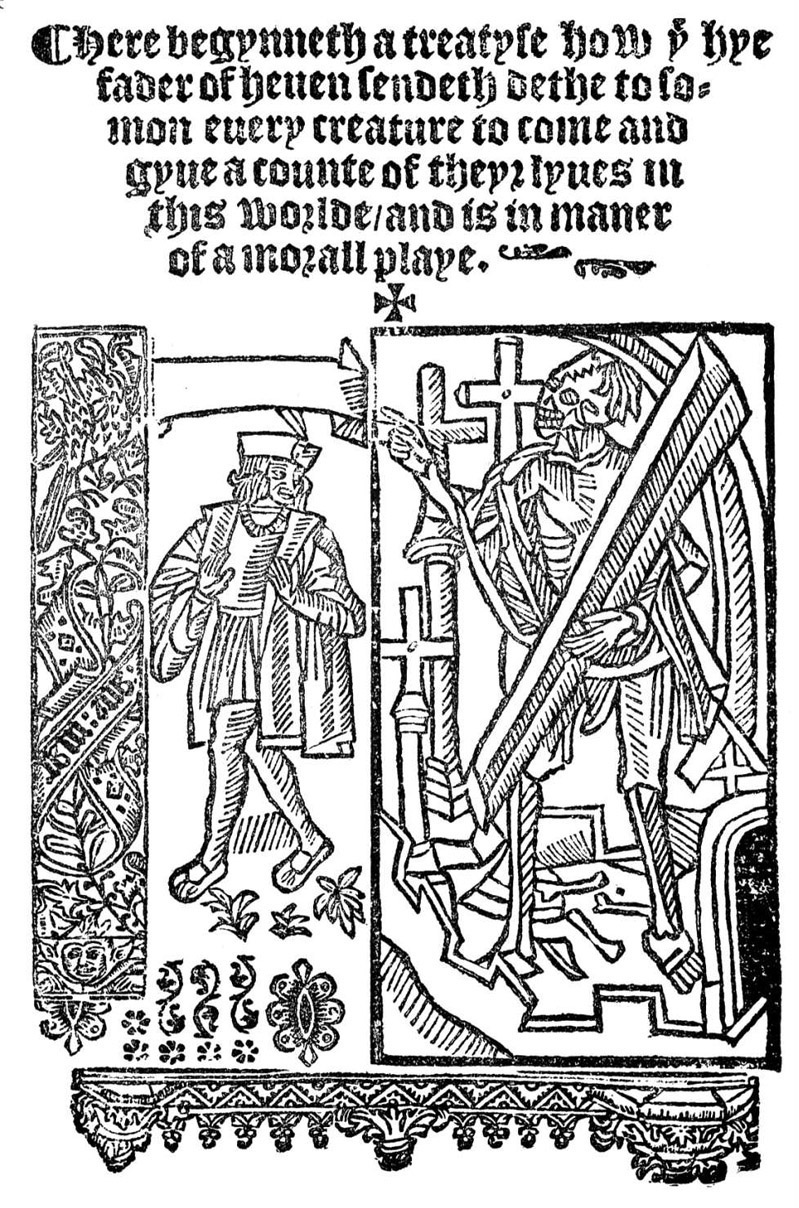
Frontespizio medievale della morality Everyman

Le compagnie di attori sotto la protezione dei casati nobiliari, che eseguivano periodicamente rappresentazioni nelle corti e in altri luoghi, esistevano anche prima del regno di Elisabetta, e prepararono la strada agli attori professionisti del teatro elisabettiano. 
I sovrani Tudor si circondarono spesso di artisti, giullari, musicisti e attori. Enrico VII manteneva a corte una piccola compagnia di attori, i King's Players (Lusores Regis), allo scopo di intrattenere e divertire gli ospiti. I nobili più potenti, come il duca di Northumberland o quello di Buckingham, non erano da meno nell'affermare il proprio prestigio arruolando attori e menestrelli, impegnandoli in sfarzose celebrazioni, in occasione delle festività natalizie o per inaugurare un nuovo palazzo. Gli attori, pedine nei giochi politici, legavano il proprio successo a quello del protettore, di cui portavano la livrea. Spesso venivano 'prestati' ad altre corti, allo scopo di accrescere il prestigio del proprio mecenate, e compivano viaggi nei quali a volte erano impiegati anche come informatori. Le lotte di potere e le rivalità tra la monarchia e le casate più potenti diventarono argomento degli stessi drammi rappresentati, in una finzione che rifletteva e si confondeva con la realtà.
Le tournée di queste compagnie di attori in livrea soppiantarono gradualmente le altre forme di rappresentazione sacre e profane. Un articolo della Poor Law (legge sui poveri) del 1572 eliminò le rimanenti compagnie che operavano senza una formale protezione, equiparandole al vagabondaggio.
Le autorità di Londra furono generalmente ostili alle pubbliche rappresentazioni. Nonostante le protezioni reali e nobiliari, i teatri pubblici della città furono edificati nelle liberties fuori dalla giurisdizione comunale, quali il quartiere di Southwark, e per mettersi al riparo dai divieti le compagnie dovettero ricorrere frequentemente allo stratagemma di presentare le rappresentazioni come semplici prove di spettacoli destinati alla corte reale.
A Londra, città in forte espansione nella quale fiorivano le attività economiche, l'edificazione e la gestione di un teatro assunse il carattere allora inedito di impresa commerciale autonoma, facendo emergere la figura dell'impresario. Lo scrittore, poeta e drammaturgo Thomas Dekker giunse ad equiparare i teatri alla Borsa Reale di Londra costruita nel 1565 da Thomas Gresham, affermando come le Muse si fossero «trasformate in mercanti, scambiandosi la merce leggera delle parole»

### Interesse per l'Italia
Questa voglia di rinnovamento e di modernità si diffuse anche a Londra. Neanche i sinistri resoconti di presunti viaggi nel paese di Niccolò Machiavelli, come il Viaggiatore sfortunato di Thomas Nashe, parvero diminuire l'entusiasmo del grande pubblico: l'amoralità de Il Principe e le voci delle congiure papali contribuirono invece a tenere vivo l'interesse per l'Italia. Proprio nella capitale vi era una cospicua comunità di immigrati italiani (molti dei quali drammaturghi e attori): con essi Shakespeare, Christopher Marlowe, il secondo più grande drammaturgo, e i contemporanei dovettero probabilmente intrattenere rapporti di amicizia e di frequente collaborazione professionale.

### Il successo di Seneca
Nell'età di Shakespeare erano in pochi a leggere i drammi in latino e meno ancora in greco, lingua che solo allora si cominciava a conoscere. Le opere di Seneca, già oggetto di grande interesse per gli umanisti italiani si diffusero perciò soprattutto attraverso adattamenti italiani che si discostano non poco dallo spirito dell'originale. Furono inserite nella rappresentazione quelle scene di violenza e crudeltà che dall'autore erano invece affidate al racconto di testimoni. Ma fu proprio la versione italianizzata, dove il male è presentato nella sua interezza, a piacere ai drammaturghi elisabettiani e a incontrare l'interesse del pubblico.

### La tragicommedia e il romanzesco

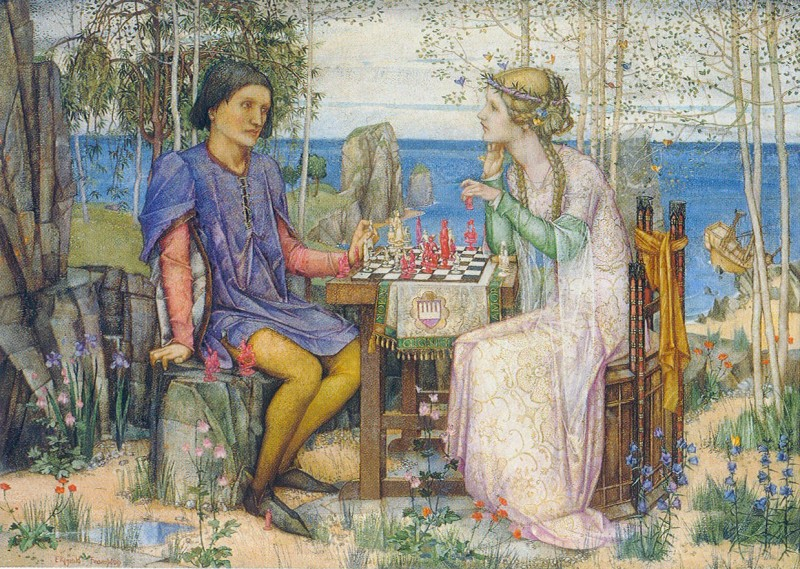
Ferdinando e Miranda, da La tempesta, illustrazione di Edward Reginald Frampton (1870-1923).

Un dramma molto legato all'effetto di scena e che fa presa sulle emozioni più violente associa talora a sé le passioni d'amore più morbose: il quadro antico dipinto con mano tanto leggera è restaurato con tinte tanto forti da cancellare quasi il tocco del suo artista. Non fu forse un caso che gli stessi drammaturghi rinascimentali lavorassero contemporaneamente ad opere di tipo "misto", come le pastorali o le tragicommedie, fusioni di commedia e tragedia, insieme di tragico, di comico e di romanzesco.
La contaminazione dei generi in voga nel rinascimento fu accolta anche dagli elisabettiani, le cui tragedie e commedie mantengono però un maggiore distacco ironico e realistico. La tempesta ha molto della tragicommedia, ma l'ironia e la comicità dei personaggi, la profondità dell'esplorazione filosofica le conferiscono più respiro. Lo stesso può dirsi di molte altre grandi commedie scespiriane ed elisabettiane, in cui il comico si mescola fatalmente al tragico, come d'altra parte avviene nel cinema moderno. Le battute del buffone di Re Lear e la follia dello stesso re caduto in disgrazia per il tradimento delle figlie a cui tutto aveva affettuosamente donato danno il necessario sollievo comico al pubblico facendo contemporaneamente risaltare, come per l'effetto del chiaroscuro, la tragedia personale di Lear e quella nazionale dell'Inghilterra dilaniata dalla guerra civile.

## I teatri

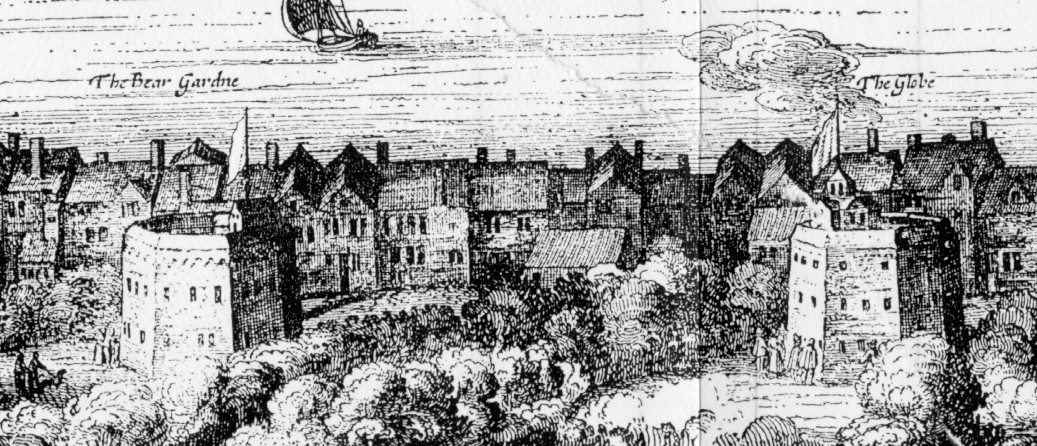
Particolare di una mappa di Londra del 1616 dove si vede la riva del Tamigi sulla quale sorgevano le playhouses elisabettiane: sulla destra è visibile il Globe Theatre

La vita teatrale era ampiamente concentrata a Londra, ma le opere erano rappresentate in tutta Inghilterra da compagnie itineranti. Le compagnie inglesi si esibivano in tournée recitando opere inglesi anche in Paesi vicini come Germania e Danimarca.
Il periodo in esame ha inizio prima della fondazione dei primi teatri permanenti. Vi erano all'inizio due tipi di spazi per la rappresentazione, i cortili degli inn, locande economiche di provincia, e gli Inn of Court, associazioni professionali per penalisti e giudici, come l'Inner Temple. Tali strutture continuarono a venire utilizzate anche dopo l'istituzione di teatri permanenti.
Il primo teatro stabile inglese, il Red Lion, aprì nel 1567 ma ebbe scarso successo e vita breve. I primi teatri di successo, come The Theatre, aprirono nel 1576.
L'istituzione di grandi teatri pubblici redditizi fu un fattore essenziale per successo del dramma inglese rinascimentale: una volta che tali strutture furono entrate in funzione, il dramma sarebbe diventato un fenomeno stabile e permanente e non più transitorio. La loro costruzione fu richiesta quando il sindaco e la Corporation of London vietarono prima le rappresentazioni nel 1572 come misura contro la peste, e quindi espulsero formalmente tutti gli attori dalla città nel 1575. Ciò spinse alla costruzione di teatri stabili al di fuori della giurisdizione di Londra, nelle liberties di Halliwell/Holywell a Shoreditch e più tardi Clink, e a Newington Butts, vicino al quartiere dei divertimenti stabilito a St. George's Fields nel Surrey.
Quando nel Cinquecento sorsero i primi teatri nelle liberties fuori dalla City (sorta di zone franche non completamente assoggettate all'autorità comunale), essi conservarono molto della antica semplicità medievale. Senza l'aiuto di macchine o luci artificiali, gli attori inglesi svilupparono al massimo creatività e fantasia personale prima ancora che fossero scritte le prime grandi opere elisabettiane (Shakespeare si fece le ossa esordendo come attore, e così fecero molti altri).

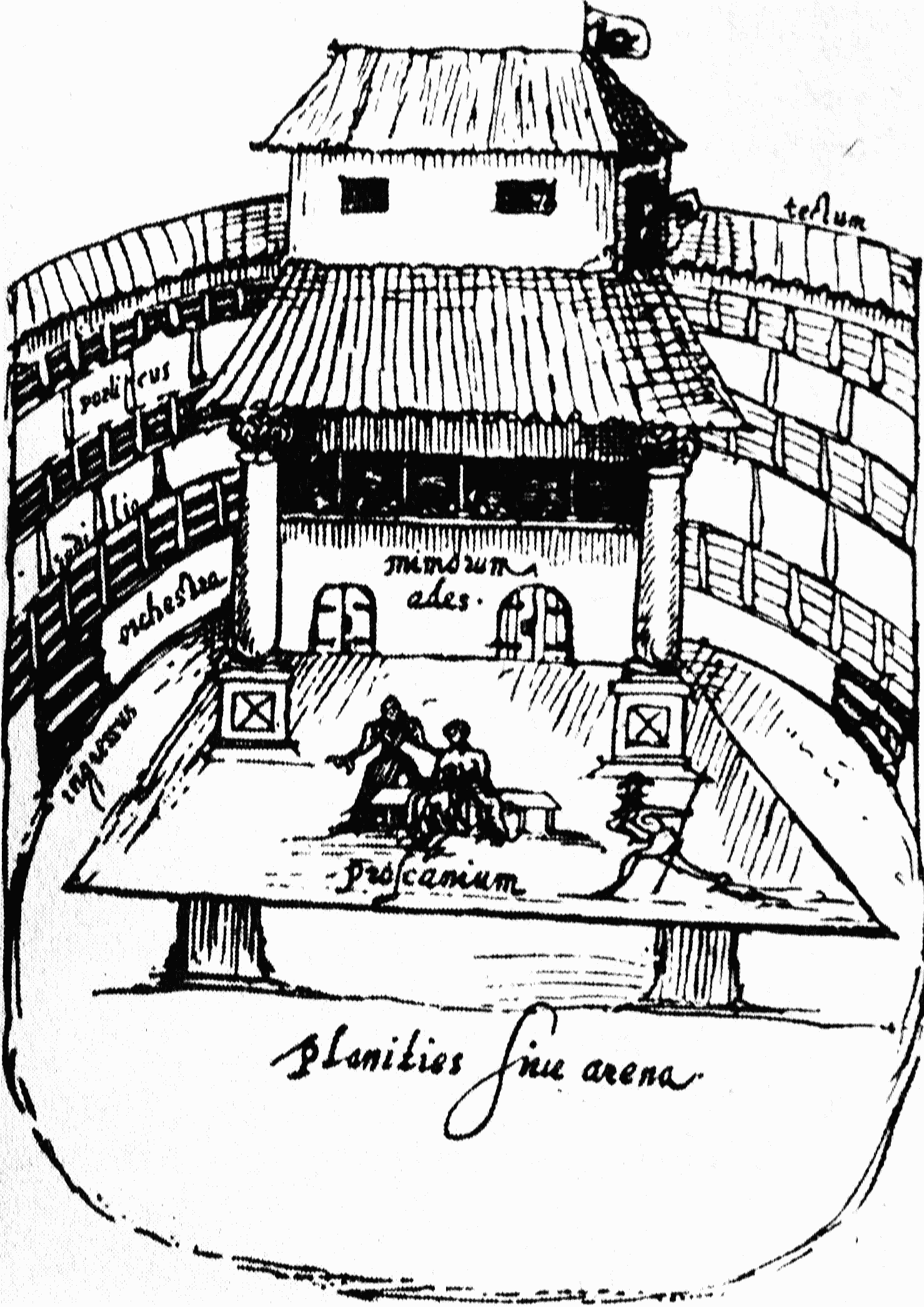
Palcoscenico di un teatro dell'epoca elisabettiana

Ricavato in origine da circhi dell'epoca per le lotte tra orsi o tra cani oppure da "inn", l'edificio teatrale consisteva in una costruzione molto semplice in legno o in pietra, spesso circolare e dotata di un ampio cortile interno chiuso tutt'intorno ma senza tetto. Tale corte diventò la platea del teatro, mentre i loggioni derivavano dalle balconate interne della locanda. Quando la locanda o il circo divennero teatro, poco o nulla mutò dell'antica costruzione: le rappresentazioni si svolgevano nella corte, alla luce del sole. L'attore elisabettiano recitava in mezzo, non davanti alla gente: infatti il palcoscenico si "addentrava" in una platea che lo circondava da tre lati (solo la parte posteriore era riservata agli attori restando a ridosso dell'edificio). Come nel Medioevo, il pubblico non era semplice spettatore, ma partecipe della rappresentazione scenica. L'assenza degli "effetti speciali" raffinava le capacità gestuali, mimiche e verbali dell'attore, che sapeva creare con maestria luoghi e mondi invisibili (le magie di Prospero ne La Tempesta alludono metaforicamente proprio a questa magia "evocativa"). E nello stesso tempo, lo spettatore sopperiva alla carenza della componente visiva con un'altrettanto raffinata fruizione, fatta di straordinaria sensibilità nei confronti della parola recitata e di vivida immaginazione.
Il primo grande anfiteatro aperto al pubblico dell'età elisabettiana fu quello denominato semplicemente The Theatre, "Il teatro", costruito dall'attore e impresario James Burbage e dal cognato John Brayne (proprietario del fallito Red Lion) nel quartiere periferico di Shoreditch nel 1576, su un terreno preso in affitto dal puritano Giles Allen (il quale venti anni più tardi ne pretenderà la restituzione e la demolizione del teatro). Nello stesso anno la regina Elisabetta aveva infatti accordato ai Leicester's men di Burbage una licenza grazie alla quale essi erano esenti dal vigente divieto alle pubbliche rappresentazioni teatrali.
Il prototipo per il nuovo teatro era stato il Red Lion, fatto costruire da Brayne nove anni prima, nel 1567, a Mile End, un villaggio ad est di Londra: nelle sue forme essenziali (uno spazio aperto recintato, con gallerie intorno e il palcoscenico sopraelevato), la sua impostazione strutturale influenzò l'architettura teatrale successiva.
Il teatro di Newington Butts venne fondato, probabilmente da Jerome Savage, tra il 1575 e 1577.
Seguirono il Curtain Theatre (1577), il Rose (1587), lo Swan (1595), il Globe (del 1599, costruito con il legname del Theatre, dopo la rescissione del contratto di affitto del terreno), il Fortune (1600) e il Red Bull (1604).
Questi teatri erano alti tre piani e costruiti anch'essi intorno ad uno spazio aperto al centro. In genere la pianta era poligonale per ottenere un effetto circolare (anche se il Red Bull e il primo Fortune erano a pianta quadrata). I tre livelli di gallerie, rivolti all'interno, circondavano lo spazio aperto centrale. Il palcoscenico era essenzialmente una piattaforma circondata dai tre lati dal pubblico, sollevata dal terreno di un metro e mezzo circa e coperta da un tetto. Sul fondo erano collocate le porte di ingresso e uscita degli attori e le sedie per i musicisti. La parte superiore dietro al palcoscenico poteva essere utilizzata come balcone, come nella famosa scena di Romeo e Giulietta, oppure come un luogo da cui un attore poteva arringare la folla, come in Giulio Cesare. Gli scavi archeologici sulle fondamenta del Rose e del Globe alla fine del XX secolo hanno dimostrato che tutti i teatri di Londra presentavano differenze individuali, ma la loro funzione comune richiedeva un progetto generale simile.
In genere costruiti in legno, i primi teatri erano soggetti agli incendi. Quando nel giugno del 1613 il Globe andò a fuoco, fu ricostruito con un tetto di tegole. Nel dicembre del 1621, quando il fuoco distrusse il Fortune, questo fu interamente ricostruito in mattoni. La capienza degli anfiteatri si aggirava tra i 1500 e i 3000 spettatori.
Un modello differente fu sviluppato con il Blackfriars Theatre, ricavato da un ex convento, che cominciò a essere utilizzato con regolarità nel 1599.
Il Blackfriars era più piccolo, confrontato con i precedenti, ed era interamente coperto. Assomigliava più degli altri ad un moderno teatro. L'illuminazione interna era ottenuta con candele, che venivano sostituite durante uno o più intermezzi del dramma.
Altri piccoli teatri coperti seguirono, quali il Whitefriars (1608) e il Cockpit (1617). Questi teatri, più raccolti, contenevano circa 500 spettatori, in un ambiente raccolto. Venivano detti "privati", benché fossero anch'essi aperti al pubblico: essendo molti di essi situati dentro le mura della città, era questo un ennesimo stratagemma per sfuggire alle rigide disposizioni della legge.
Alla grande O di legno di cui si parla nel prologo dell'Enrico V progressivamente si sostituiscono le sale dei palazzi barocchi, relegando gli anfiteatri a sede di spettacoli estivi o, come nel caso dello Hope, ai combattimenti tra cani e orsi.
Con la costruzione del Salisbury Court Theatre nel 1629 vicino al luogo del dismesso Whitefriars, il pubblico londinese aveva sei teatri tra cui scegliere, tre dei quali ampi e a cielo aperto - il Globe, il Fortune e il Red Bull - e tre più piccoli, "privati": il Blackfriars, il Cockpit e il Salisbury Court.
Intorno al 1580, quando sia il Theatre sia il Curtain erano pieni, con il bel tempo la capacità totale dei teatri a Londra era di circa 5.000 spettatori.
Quando furono costruiti i nuovi edifici e si formarono nuove compagnie, il numero di posti disponibili aumentò fino a superare i 10.000 spettatori dopo il 1610.

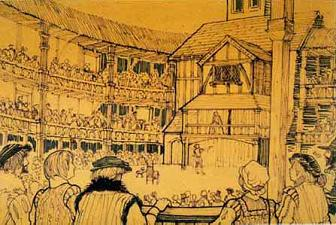
Ricostruzione dell'interno di un teatro elisabettiano

Mentre il dramma rinascimentale italiano si evolveva verso una forma di arte elitaria, il teatro elisabettiano diventava un grande contenitore che affascinava tutte le classi. Alle rappresentazioni che si svolgevano nei teatri pubblici potevano incontrarsi principi e contadini, uomini, donne e bambini, anche perché il biglietto era alla portata di tutti: i posti in piedi al centro del teatro costavano un penny; gli spettatori più abbienti potevano sedersi nelle gallerie pagando due penny (oppure, con una somma superiore, potevano recarsi nei teatri coperti); la frequentazione del teatro era fortemente radicata nei costumi dell'epoca. Per questo ogni dramma doveva incontrare gusti diversi: quelli del soldato che voleva vedere guerre e duelli, quelli della donna che cercava amore e sentimento, quelli dell'avvocato che si interessava di filosofia morale e di diritto, e così via. Anche il linguaggio teatrale riflette questa esigenza, arricchendosi dei registri più vari e acquistando grande flessibilità espressiva.
Le tariffe minime non mutarono nel tempo: nel 1580, i cittadini più poveri potevano acquistare l'ingresso al Curtain o al Theatre per un penny; nel 1640 l'ingresso al Globe o al Red Bull costava esattamente la stessa somma, mentre l'ingresso per i teatri privati ammontava a cinque o sei volte tanto.

## Esponenti

### Gli autori

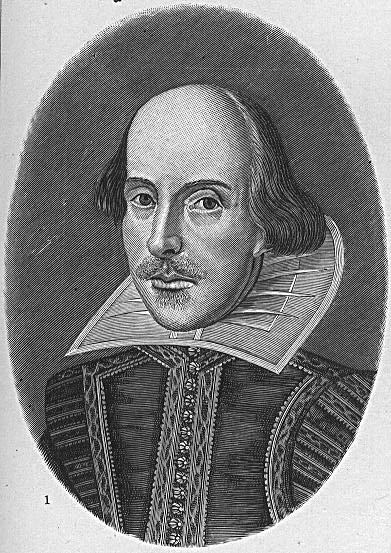
William Shakespeare (1564-1616)

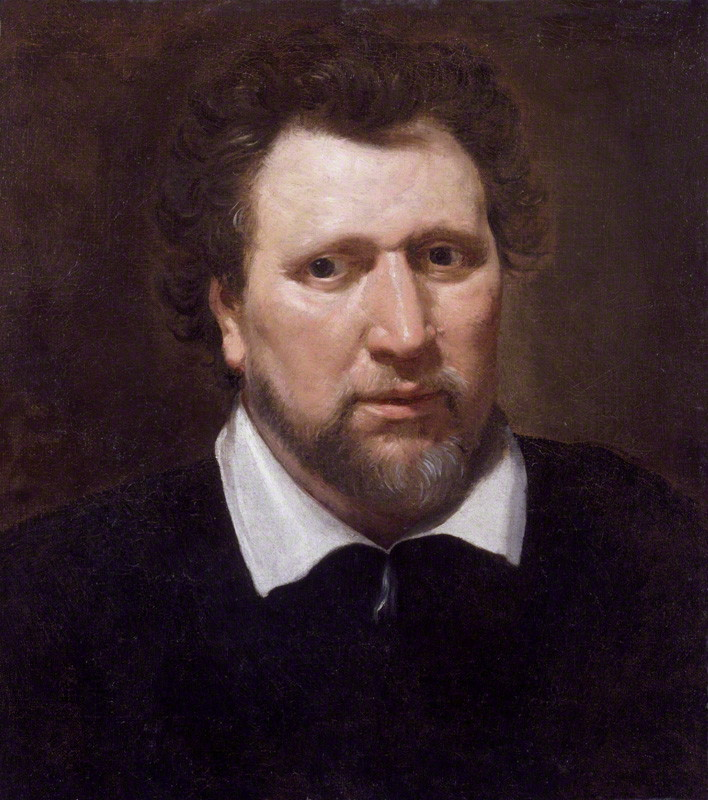
Ben Jonson (1572-1637)

La popolazione in aumento di Londra, la ricchezza crescente di alcuni dei suoi cittadini e la crescente domanda di intrattenimento, frustrata dalla soppressione delle forme medioevali di spettacolo, produsse una letteratura drammaturgica di notevole varietà, qualità ed estensione. Il repertorio del teatro inglese si formò in un lasso di tempo brevissimo, seguendo la necessità di dover offrire sempre nuovi spettacoli (le cui repliche consecutive erano sempre molto limitate) nei nuovi teatri che venivano via via edificati. Malgrado la maggior parte dei testi scritti per il palcoscenico elisabettiano siano andati perduti ne rimangono oltre 600, a testimonianza di un'epoca culturalmente vivace.
Gli uomini che inventavano questi drammi erano anzitutto autodidatti di modeste origini, nonostante alcuni di essi avessero avuto un'istruzione a Oxford o a Cambridge. Non vi sono donne, per quanto si sappia, che scrissero per il teatro in quest'epoca, anche se vi furono un pugno di aristocratiche impegnate in testi teatrali da lettura (closet drama) o traduzioni drammaturgiche. Alcuni autori, come William Shakespeare, furono innanzitutto attori, tuttavia la maggior parte di essi non lo erano e a partire dal 1600 non è noto il nome di alcun autore che abbia calcato le scene come attore per arrotondare le proprie entrate.
Quella del drammaturgo era una professione impegnativa e tutt'altro che redditizia. Le voci sul diario dell'impresario Philip Henslowe mostrano che negli anni intorno al 1600 egli versava un minimo di 6 o 7 sterline per opera. Era probabilmente una tariffa bassa, anche se i migliori scrittori non potevano pretendere molto di più. Un drammaturgo, lavorando da solo, poteva in genere produrre per lo più due pezzi teatrali l'anno. Dato che gli autori guadagnavano poco dalla vendita delle loro opere, per vivere dovevano scrivere moltissimo.
In un unico anno, il 1598, Thomas Dekker lavorò su 16 collaborazioni per Henslowe, guadagnando 30 sterline, o un po' meno di 12 scellini a settimana, circa il doppio del reddito medio di un artigiano, uno scellino al giorno. I drammaturghi erano in genere pagati per stati di avanzamento nel corso della stesura e se infine il loro testo era accettato potevano inoltre ricevere i proventi di una giornata di rappresentazione. Essi tuttavia non godevano di alcun diritto d'autore su ciò che scrivevano: quando il testo era stato venduto a una compagnia, questa lo possedeva e l'autore non aveva alcun controllo sulla scelta degli attori o sulla rappresentazione, né sulle successive revisioni e pubblicazioni.
John Lyly, il primo drammaturgo elisabettiano a noi noto di una certa rilevanza, fu essenzialmente un autore di corte, poco interessato a sviluppare una drammaturgia adatta ad un pubblico popolare. Le sue opere erano destinate a compagnie di adolescenti che recitavano in teatri "privati" e le sue trame erano il pretesto per raffinate dissertazioni, scritte in un linguaggio ricercato. Il suo stile, detto eufuismo, incoraggiò la ricerca di un linguaggio ricco e colto, reso complesso da figure retoriche e da strutture simmetriche o ricorrenti. Un esempio della sua influenza sulla produzione successiva è la commedia shakespeariana Pene d'amore perdute.
Non tutti i drammaturghi corrispondono tuttavia alle moderne immagini di poeti o intellettuali: Christopher Marlowe fu ucciso nel corso di una rissa in una taverna, Shakespeare si accompagnava a personaggi dei bassifondi di Londra e arrotondava le proprie entrate prestando denaro, mentre Ben Jonson uccise un attore in duello. Molti altri furono probabilmente soldati. Forse in nessun'altra epoca il dramma è più reale e tocca la sensibilità di tutti: cospirazioni, assassinii politici, condanne a morte e violenza sono all'ordine del giorno, anche perché il Rinascimento è un'epoca di cambiamenti traumatici in tutta Europa. Per sfuggire alla censura i temi trattati sono sempre presentati come lontani o estranei, ma non mancano le fonti di ispirazione: in Italia, e soprattutto a Firenze, i complotti politici di palazzo e le guerre intestine hanno insanguinato le città, come si apprende dalle cronache e dalla novellistica italiana tradotta in inglese. Queste e altre vicende europee offrono ottimi spunti per rappresentare in modo esotico le tensioni con le quali convivono i cittadini del Regno. La grandezza dell'epoca contempla così la sua stessa crisi, che è anche la crisi e il tramonto definitivo dell'età di mezzo.
Marlowe compose opere su temi molto controversi, rompendo molti dei tabù dell'epoca. Nei suoi drammi, tramite allegorie ben dissimulate in vicende apparentemente lontane nel tempo - come è il caso dell'Edoardo II - egli affronta l'omosessualità, le guerre intestine per la conquista del potere, il regicidio. Tamerlano il Grande (Tamburlaine the Great, 1587) fu il dramma che lo consacrò all'attenzione del pubblico inglese, messo in scena dagli Admiral's Men durante la guerra con la Spagna e interpretato con successo da Edward Alleyn. Il trionfo del re barbaro che annienta regni di raffinata cultura interpretava i sinistri timori del popolo inglese nei confronti di Filippo II di Spagna e della sua costruenda Invincibile Armata. Questa modalità narrativa provocatoria, apparentemente innocente ma facilmente decodificabile dal pubblico, non fu sanzionata né censurata e fu il modello a cui si attennero i drammaturghi successivi nell'affrontare tematiche politiche.
Se le caratterizzazioni di Alleyn già avevano reso necessaria una scrittura teatrale che si affidasse e offrisse spunti al talento dell'attore, con Shakespeare si assiste a una più completa fusione tra il testo e la sua esecuzione. Shakespeare, a differenza di Marlowe, scrisse drammi corali, vere e proprie macchine teatrali in cui ogni personaggio contribuisce all'incisività dell'insieme. Non si affidò alla perizia del solo Richard Burbage (che pure fu in grado di veri e propri virtuosismi, innanzitutto vocali, alle prese con i personaggi maggiori) ma a quella di un gruppo affiatato. Si trattò del perfezionamento di un vero e proprio "artigianato teatrale", come già riconobbe la studiosa britannica Muriel Bradbrook nell'intitolare un suo studio, appunto, Shakespeare l'artigiano, nel quale la scrittura del copione procedeva di pari passo con il lavoro di palcoscenico, misurando i ruoli sugli interpreti, le cui doti migliori dovevano essere valorizzate nella costruzione dei personaggi. La maggior parte dei drammaturghi scrivevano, come Shakespeare, in versi.

### Vita degli attori

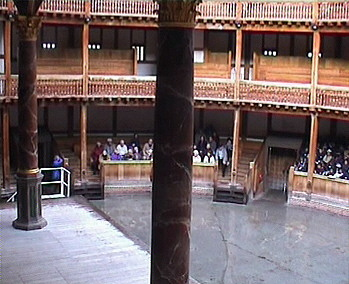
Il palcoscenico del Globe Theatre

Le compagnie di recitazione funzionavano sulla base un sistema di repertorio: a differenza delle produzioni moderne, che possono funzionare per mesi o anni di seguito, le troupes raramente recitavano lo stesso pezzo due giorni di fila. A Game at Chess di Thomas Middleton ebbe ben nove recite consecutive nell'agosto 1624 prima che fosse chiuso dalle autorità, ma ciò fu dovuto al contenuto politico del dramma e fu un fenomeno unico, senza precedenti e irripetibile. Considerando la stagione 1592 dei Lord Strange's Men al Rose in quanto più rappresentativa: tra il 19 febbraio e il 23 giugno la compagnia recitò per sei giorni alla settimana, meno il Venerdì Santo e altri due giorni, esibendosi in 23 opere differenti, alcune solo una volta, e 15 volte il loro pezzo più popolare della stagione, The First Part of Hieronimo (tratta da The Spanish Tragedy di Kyd).
Le compagnie non rappresentavano mai lo stesso spettacolo due giorni di fila e raramente lo stesso spettacolo due volte alla settimana.
Per costruire un personaggio vero, umanamente vicino alla gente, non era in uso l'abitudine, che diverrà via via prassi nel teatro romantico e nel teatro borghese, di una precisa fedeltà al periodo storico dal punto di vista scenografico e costumistico. Impiegare delle attrici era inoltre proibito dalla legge, e lo fu per tutto il Seicento, anche dopo la dittatura puritana. I personaggi femminili erano dunque rappresentati da adolescenti maschi, ma questo non diminuì il successo delle rappresentazioni, provato dai testimoni dell'epoca e dalle continue proteste contro le compagnie teatrali da parte degli amministratori puritani della City.
Solo la protezione accordata alle troupe dai prìncipi e dai reali - se l'attore vestiva la loro livrea non poteva essere infatti arrestato - poté salvare Shakespeare e i suoi compagni dalle condanne di empietà lanciate dalle municipalità puritane. I nomi di molte compagnie teatrali derivano proprio da questa forma di patrocinio: The Admiral's Men e The King's Men erano appunto "gli uomini dell'ammiraglio" e "gli uomini del sovrano". Una compagnia che non avesse avuto un potente sponsor alle spalle poteva andare incontro a serie difficoltà e vedersi cancellati gli spettacoli da un giorno all'altro.
A questi problemi si aggiungevano, per gli attori, i salari molto bassi.

### Compagnie teatrali
- The Admiral's Men
- I Lord Chamberlain's Men, in seguito King's Men (compagnia di Shakespeare)
- Queen Anne's Men
- Oxford's Men oppure Oxford's Players
- Worcester's Men

## Innovazioni rispetto al teatro continentale
L'era elisabettiana tuttavia non si limitò ad adattare i modelli: rinnovò felicemente il metro col blank verse, o pentametro giambico, che ricalca abbastanza fedelmente quello latino senechiano, liberando il dialogo drammatico dall'artificiosità della rima, mentre restò la regolarità dei cinque piedi del verso. Il blank verse fu introdotto dal Conte di Surrey quando nel 1540 pubblicò una traduzione dell'Eneide usando proprio questa forma metrica, ma si dovette aspettare il Gorboduc di Sackville e Norton (1561) perché esso entrasse nel dramma (e farà poi furore nell'epopea biblica di John Milton, il Paradiso perduto del 1667). L'idea di usare un metro simile era venuta al Surrey proprio dalla traduzione in versi sciolti dell'Eneide del Caro. Il teatro elisabettiano introdusse anche tutta una serie di tecniche teatrali d'avanguardia che vennero utilizzate secoli più tardi dal cinema e dalla televisione. Il palcoscenico inglese della fine del Cinquecento (soprattutto in Shakespeare) si serve di un frequente e rapido susseguirsi di scene che fanno passare presto da un luogo all'altro saltando ore, giorni, mesi con un'agilità quasi pari a quella del cinema moderno. Il blank verse gioca una parte non indifferente conferendo alla poesia la spontaneità della conversazione e la spigliatezza della recitazione.
La Poetica di Aristotele, che definì le unità di tempo e di azione (l'unità di luogo è un'aggiunta degli umanisti) nel dramma, riuscì ad imporsi meglio nel Continente: solo alcuni classicisti di stampo accademico come Ben Jonson ne seguirono alla lettera i precetti, ma questi personaggi non hanno la vita di quelli di Shakespeare, rimanendo (soprattutto nel caso di Jonson) dei "tipi" o delle "maschere". Fu proprio grazie alla rinuncia delle regole che il teatro elisabettiano poté sviluppare quelle forme nuove nelle quali Shakespeare, Beaumont, Fletcher, Marlowe e molti altri trovarono campo fertile per loro genio.

### Modernità e realismo dei personaggi

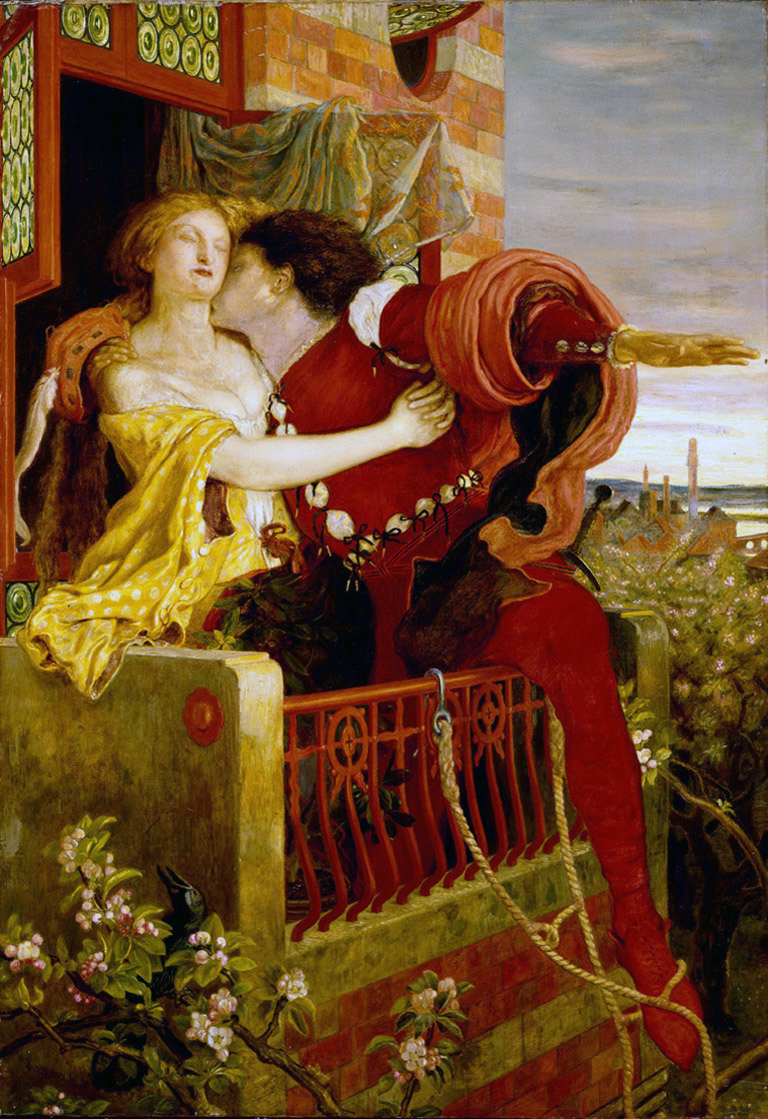
Romeo e Giulietta, dipinto di Ford Madox Brown

La rilettura elisabettiana dei classici portò dunque una ventata di innovazione a storie ormai millenarie, esaltando anzi le qualità universali dei grandi personaggi storici o leggendari. Oltre allo stile e alle tecniche, anche le tematiche sociali sono affrontate in modo moderno, in tutta la loro complessità psicologica infrangendo consolidati tabù sociali (sessualità, morte, cannibalismo, follia). Si pensi all'amore "proibito" tra Romeo e Giulietta, due ragazzi di quattordici anni che decidono in pochi giorni di sposarsi e fuggire di casa; si pensi alla rappresentazione del suicidio degli amanti. Nel Re Lear l'abbandono del vecchio re da parte delle figlie è il tema dominante. Qualità queste che, lungi dal "peggiorare" i personaggi, li rendono più simili a noi, dimostrando come questa epoca ci tocchi ancora profondamente.

### Il teatro nel teatro

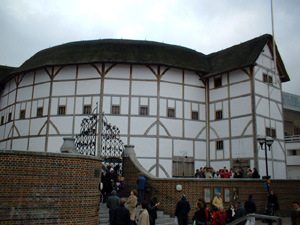
Il Globe Theatre

Che il teatro elisabettiano sia un "teatro aperto" non solo nel suo significato più letterale sembra dimostrato anche dal senso di autoironia degli attori e dei drammaturghi elisabettiani. L'attore ama parlare al pubblico "tra le righe", magari per prendere in giro il personaggio stesso che sta recitando, anticipando il distacco ironico del teatro di Bertolt Brecht. Per questo genere di attore il drammaturgo elisabettiano inventa il teatro nel teatro. Lo si è visto nella maschera de La tempesta, ma l'esempio più emblematico è forse quello dell'Amleto, in cui il giovane erede al trono di Danimarca ingaggia una troupe di attori itineranti per fare rappresentare di fronte agli occhi di Claudio, sospettato di avere ucciso suo padre, un dramma che ne ricostruisce il presunto assassinio. Al finale a sorpresa Claudio si alza sconvolto e terrorizzato, lasciando la corte. Da qui il giovane Amleto si convincerà della colpevolezza del patrigno, architettando la sua uccisione. Anche la versione originale de La bisbetica domata è strutturata come un teatro nel teatro: la commedia si apre infatti con la scena nella quale l'ubriacone Sly viene convinto da un Lord di essere in realtà un ricco signore addormentato per anni, e viene quindi invitato a vedere una rappresentazione di attori girovaghi dal titolo La bisbetica domata. Potremmo trovare tanti altri esempi di questo tipo tra gli elisabettiani, in seguito ripresi con successo con il "cinema nel cinema", ma anche col "teatro nel cinema".

## Influenza nei secoli
Mentre il teatro elisabettiano conservò la sua semplicità strutturale, quello continentale, sull'esempio italiano, diventava dipendente dagli effetti speciali (si pensi alle macchine da scena e perfino agli automi inventati da Leonardo). Da qui al teatro "illusionistico" moderno il passo fu breve. Vero è che a partire dal Novecento numerose sono state le avanguardie che hanno introdotto soluzioni nuove (come il Futurismo, il Dadaismo, il Surrealismo e il Bauhaus), ma raramente il grande pubblico si è sentito coinvolto da queste iniziative e si può dire che resti ancora molta strada da percorrere per portare nel teatro la popolarità del cinema e della televisione.

### Un teatro che si fa cinema
Che il teatro elisabettiano e Shakespeare in particolare fossero in anticipo sui tempi pare dimostrato - affermò Anthony Burgess - dal successo delle trasposizioni cinematografiche e delle drammatizzazioni televisive, quasi quei drammi fossero stati scritti proprio per lo spettatore moderno. È noto il successo del Romeo e Giulietta di Zeffirelli (1968). Paradossalmente, tale adattabilità al cinema sembra essere dovuta proprio all'eredità medioevale lasciata dai misteri, dai miracoli e dalle moralità, rappresentazioni di carattere popolare che si svolgevano prima sul sagrato delle chiese e poi nelle grandi piazze o nelle fiere. Lì la mancanza di fondali e costumi teatrali riponeva il successo della rappresentazione nelle mani dell'attore. La necessità di improvvisazione (spesso aiutata da un pizzico di umorismo) insieme alla mancanza di architetture teatrali sofisticate più che mettere l'attore in crisi lo liberarono dalle eccessive costrizioni della messa in scena mentre alla mancanza di effetti speciali supplì l'invenzione poetica ricreando nelle sue ricche descrizioni, un po' come avviene per la radio rispetto alla televisione ciò che "mancava", arricchendo oltre misura il linguaggio drammatico.
Ecco alcuni film tratti dal teatro elisabettiano:
Shakespeare
- Macbeth (1971)
- Romeo e Giulietta, di Franco Zeffirelli (1968)
- The Tempest (1979)
- L'ultima tempesta (1991)
- Molto rumore per nulla (1993)
- Hamlet (1996)
- Shakespeare in Love (1998)
- Pene d'amor perdute (2000)

Marlowe
- Il dottor Faustus (Doctor Faustus, 1967)

Ben Jonson
- Il volpone